# Веберит
Веберит — це дуже рідкісний мінерал з класу галогенідів з хімічним складом {\displaystyle {\ce {Na2MgAlF7}}}, і тому хімічно є флуоридом натрію-магнію-алюмінію.
Веберит кристалізується в ромбічній кристалічній сингонії і в основному зустрічається у вигляді неправильних зерен і масивних агрегатів, а також включень у кріоліті. Проте рідко він також утворює маленькі псевдокубічні октаедричні кристали зі скляним блиском.
У чистому вигляді веберит безбарвний і прозорий. Однак через багаторазове заломлення світла через дефекти кристалічної ґратки або полікристалічного утворення він також може бути напівпрозорим білим і через сторонні домішки набувати світло-сірого, сіро-зеленого або, рідше, світло-оранжевого кольору. Однак колір його лінії завжди білий.

## Інтернет-ресурси
- https://www.mindat.org/min-4253.html [Архівовано 29 квітня 2022 у Wayback Machine.]
- http://webmineral.com/data/Weberite.shtml [Архівовано 22 січня 2022 у Wayback Machine.]
- http://rruff.geo.arizona.edu/AMS/result.php?mineral=Weberite [Архівовано 16 вересня 2021 у Wayback Machine.]